# Great and Little Preston
Great and Little Preston – civil parish w Anglii, w West Yorkshire, w dystrykcie metropolitalnym Leeds. W 2011 civil parish liczyła 1463 mieszkańców.